# The Man Who Never Was

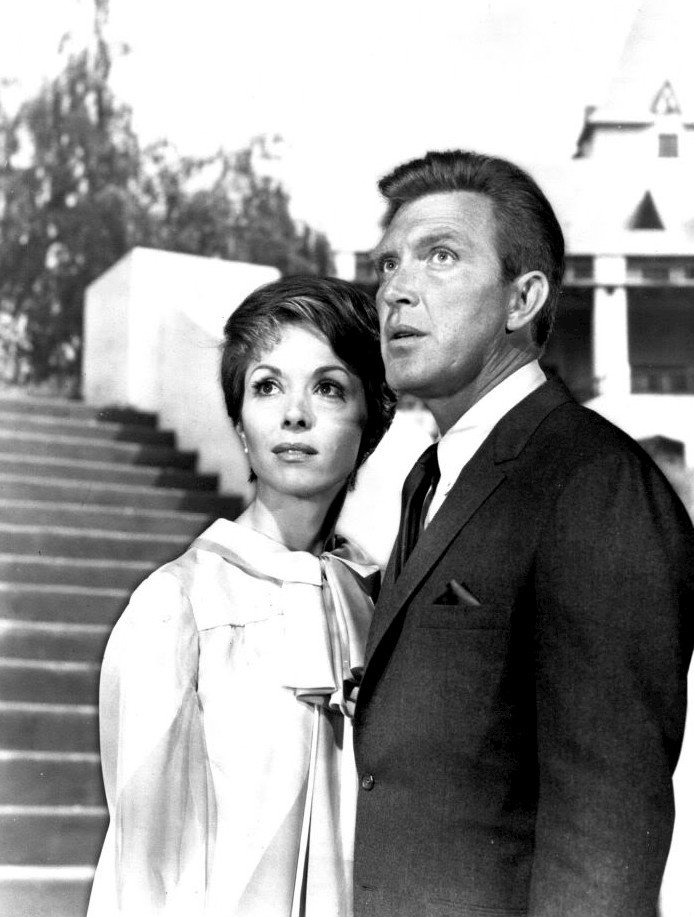
Robert Lansing en Dana Wynter in de niet-verwante tv-serie The Man Who Never Was, 1966

The Man Who Never Was is een Britse spionagefilm uit 1956 onder regie van Ronald Neame. De film, opgenomen in CinemaScope, is gebaseerd op het gelijknamige autobiografische boek van Ewen Montagu over misleidingsoperatie Mincemeat en werd destijds in Nederland uitgebracht onder de titel De man die nooit bestond. Het verhaal is in 2021 nogmaals verfilmd onder de titel Operatie Mincemeat.

## Verhaal
Het jaar is 1943 en de Tweede Wereldoorlog is in volle gang, de geallieerden hebben Duitse en Italiaanse troepen in Noord-Afrika verslagen zodat er mankrachten vrij zijn voor andere militaire operaties. Ewen Montagu, een Britse commandeur voor de marine, komt met een list om de Duitse nazi's en Italiaanse fascisten te misleiden wat betreft de locatie van een geplande invasie in het zuiden van Europa. Zijn plan is om een lijk aan wal te laten drijven aan de Spaanse kust, in een regio waarvan bekend is dat een Duitse geheim agent actief is. De agent moet geloven dat de overledene de geallieerde  'William Martin' is, die na een vliegtuigcrash zou zijn verdronken. 'William' draagt door Montagu vervalste brieven bij zich met details over een geallieerde aanval in Griekenland. De eigenlijke aanval staat gepland in Sicilië. Na enkele twijfel van zijn collega's krijgt Montagu toestemming om het plan - Operatie Mincemeat - uit te voeren.
Zodra hij een lichaam vindt van een man die aan een longontsteking is overleden, en dus zou kunnen doorgaan als de verdronken 'William', overtuigt Montagu diens vader om deze te gebruiken voor het misleidingsplan. Het lichaam wordt vanuit een onderzeeboot losgelaten in het water en wordt zoals verwacht gevonden door de Duitsers. Montagu vreest dat de brieven onaangeraakt zijn gebleven, maar een expert verzekert hem ervan dat ze wel degelijk zijn geopend en gelezen.
Hoewel Hitler gelooft dat de brief oprecht is, heeft de Duitse geheime dienst twijfels. Nazispion Patrick O'Reilly wordt naar Londen gestuurd om onderzoek te doen. Assistente Pam is zeer verrast als O'Reilly zich voorstelt als kennis van 'William', maar weet hem er niet van te overtuigen dat de brieven echt zijn. Degene die hem wel meer zekerheid kan bieden is 'Williams verloofde' Lucy, de huisgenote van Pam. Lucy heeft diezelfde dag gehoord dat haar eigenlijke verloofde Joe op het slagveld is gesneuveld en heeft zodoende geen moeite om rouw te veinzen. Haar verdriet overtuigt O'Reilly ervan dat de brieven echt zijn. De Duitsers sturen de troepen naar Griekenland en Montagu mag een medaille in ontvangst nemen.

## Rolverdeling
| Acteur            | Personage              |
| ----------------- | ---------------------- |
| Clifton Webb      | Ewen Montagu           |
| Gloria Grahame    | Lucy Sherwood          |
| Robert Flemyng    | Luitenant George Acres |
| Josephine Griffin | Pam                    |
| Stephen Boyd      | Patrick O'Reilly       |
| Laurence Naismith | Admiraal Cross         |
| William Russell   | Joe                    |
| Geoffrey Keen     | Archibald Nye          |
| Moultrie Kelsall  | De vader               |

## Achtergrond
20th Century Fox bemachtigde in februari 1954 de rechten van het boek van Montagu. De bedoeling was dat Nunnally Johnson het scenario zou leveren, maar deze taak werd uiteindelijk door Nigel Balchin uitgevoerd.
Ewen Montagu heeft een cameoverschijning als airmarshal. Ten tijde van de Nederlandse première reisde hij naar onder andere Amsterdam en Den Haag om de Nederlandse pers te woord te staan.
Recensent van Het Vrije Volk schreef: "Het heeft weinig zin om The Man Who Never Was op artistieke verdiensten te gaan beoordelen, maar het moet wel gezegd dat hij minder geslaagd is dan The Dam Busters (1955). [..] Vooral Gloria Grahame legt het er in de rol van de door liefde geteisterde Lucy nogal dik op en haar verdriet past niet erg in dit nauwkeurige, zeer koele geraas."